# Liste der Monuments historiques in Marimont-lès-Bénestroff
Die Liste der Monuments historiques in Marimont-lès-Bénestroff führt die Monuments historiques in der französischen Gemeinde Marimont-lès-Bénestroff auf.

## Liste der Bauwerke
| Bezeichnung | Beschreibung                                | Standort                  | Kennzeichnung | Schutzstatus | Datum | Bild |
| ----------- | ------------------------------------------- | ------------------------- | ------------- | ------------ | ----- | ---- |
| Motte       | Reste einer mittelalterlichen Turmhügelburg | westlich des Ortes (Lage) | PA00107042    | Classé       | 1990  |      |